# Carl Oscar Unaeus
Carl Oscar Unaeus, född 30 juni 1839 i Väse socken, Värmlands län, död 8 januari 1894 i Stockholm, var en svensk militär.
Carl Oscar Unaeus var son till kronofogde Carl Unaeus och Kristina Elisabet Svensson. Han blev officer 1858, kapten vid Närkes regemente 1875, major vid Västgöta-Dals regemente 1882 och överstelöjtnant vid Älvsborgs regemente 1887. Unaeus var chef för Infanteriets stridsskola 1888–1889 samt överste och chef för Västgöta-Dals regemente 1890–1894. Han invaldes som ledamot av Krigsvetenskapsakademien 1888. Unaeus blev riddare av Svärdsorden 1881 och kommendör av andra klassen av samma orden 1893.